# Wereldkampioenschap ijshockey mannen 2007
Het wereldkampioenschap ijshockey in 2007 werd van 27 april tot en met 13 mei gehouden in Moskou, Rusland, wat betreft de A-landen. Het was de 71e editie.
Canada won het toernooi na een 4-2 zege op Finland in de finale. De Russen werden ten koste van Zweden derde, dat er niet in slaagde de titel van 2006 met succes te verdedigen. Het toernooi verliep redelijk volgens de verwachtingen. Het als tweede geplaatste Tsjechië verloor echter voor het eerst in 22 jaar van Duitsland. De Canadezen wonnen het toernooi voor het laatst in 2004. Inmiddels is dit hun 24e wereldkampioenschap, een record.

## A-landen

### Eerste ronde
De beste drie uit elke groep plaatsten zich voor de tweede ronde. De nummers vier gingen naar de verliezersronde. Bij de stand in de groep staat tussen haakjes het nummer van de plaatsingslijst.

#### Groep A
| Land            | Wd | W  | V  | DS   | Pt |
| --------------- | -- | -- | -- | ---- | -- |
| Zweden (1)      | 3  | 3  | 0  | 21-3 | 9  |
| Zwitserland (8) | 3  | 2  | 1  | 4-8  | 6  |
| Italië (11)     | 3  | 1* | 2  | 6-12 | 2* |
| Letland (9)     | 3  | 0  | 3* | 6-14 | 1* |

| Datum | Wedstrijd             | Uitslag    |
| ----- | --------------------- | ---------- |
| 28-04 | Zwitserland – Letland | 2-1        |
| 28-04 | Zweden – Italië       | 7-1        |
| 30-04 | Zwitserland – Italië  | 2-1        |
| 30-04 | Letland – Zweden      | 2-8        |
| 2-05  | Italië – Letland      | 4-3 (n.v.) |
| 2-05  | Zweden – Zwitserland  | 6-0        |

#### Groep B
| Land                 | Wd | W | V | DS   | Pt |
| -------------------- | -- | - | - | ---- | -- |
| Tsjechië (2)         | 3  | 3 | 0 | 18-6 | 9  |
| Verenigde Staten (7) | 3  | 2 | 1 | 14-6 | 6  |
| Wit-Rusland (10)     | 3  | 1 | 2 | 8-15 | 3  |
| Oostenrijk (16)      | 3  | 0 | 3 | 5-17 | 0  |

| Datum | Wedstrijd                     | Uitslag |
| ----- | ----------------------------- | ------- |
| 27-04 | Verenigde Staten- Oostenrijk  | 6-2     |
| 27-04 | Wit-Rusland – Tsjechië        | 2-8     |
| 29-04 | Tsjechië – Oostenrijk         | 6-1     |
| 29-04 | Verenigde Staten- Wit-Rusland | 5-1     |
| 1-05  | Oostenrijk – Wit-Rusland      | 2-5     |
| 1-05  | Tsjechië – Verenigde Staten   | 4-3     |

#### Groep C
| Land           | Wd | W | V | DS   | Pt |
| -------------- | -- | - | - | ---- | -- |
| Canada (3)     | 3  | 3 | 0 | 12-8 | 9  |
| Slowakije (6)  | 3  | 2 | 1 | 12-6 | 6  |
| Duitsland (12) | 3  | 1 | 2 | 8-11 | 3  |
| Noorwegen (15) | 3  | 0 | 3 | 5-12 | 0  |

| Datum | Wedstrijd             | Uitslag |
| ----- | --------------------- | ------- |
| 28-04 | Duitsland – Canada    | 2-3     |
| 28-04 | Slowakije – Noorwegen | 3-0     |
| 30-04 | Slowakije – Duitsland | 5-1     |
| 30-04 | Canada – Noorwegen    | 4-2     |
| 2-05  | Noorwegen – Duitsland | 3-5     |
| 2-05  | Canada – Slowakije    | 5-4     |

#### Groep D
| Land            | Wd | W | V | DS   | Pt |
| --------------- | -- | - | - | ---- | -- |
| Rusland (5)     | 3  | 3 | 0 | 22-6 | 9  |
| Finland (4)     | 3  | 2 | 1 | 15-7 | 6  |
| Denemarken (14) | 3  | 1 | 2 | 7-18 | 3  |
| Oekraïne (13)   | 3  | 0 | 3 | 4-17 | 0  |

| Datum | Wedstrijd             | Uitslag |
| ----- | --------------------- | ------- |
| 27-04 | Oekraïne – Finland    | 0-5     |
| 27-04 | Rusland – Denemarken  | 9-1     |
| 29-04 | Finland – Denemarken  | 6-2     |
| 29-04 | Rusland – Oekraïne    | 8-1     |
| 1-05  | Denemarken – Oekraïne | 4-3     |
| 1-05  | Finland – Rusland     | 4-5     |

### Tweede ronde
De nummers 1, 2 en 3 uit de groepen A en B spelen in groep E.
De nummers 1, 2 en 3 uit de groepen C en D spelen in groep F.
De onderlinge resultaten uit de eerste ronde worden meegenomen.
De beste vier teams gaan door naar de kwartfinale.

#### Groep E
| Land        | Wd | W | V | DS    | Pt |
| ----------- | -- | - | - | ----- | -- |
| Rusland     | 5  | 5 | 0 | 27-10 | 15 |
| Zweden      | 5  | 4 | 1 | 21-7  | 12 |
| Finland     | 5  | 3 | 2 | 15-8  | 9  |
| Zwitserland | 5  | 2 | 3 | 9-16  | 6  |
| Denemarken  | 5  | 1 | 4 | 11-26 | 3  |
| Italië      | 5  | 0 | 5 | 4-20  | 0  |

| Datum | Wedstrijd                | Uitslag |
| ----- | ------------------------ | ------- |
| 3-05  | Zwitserland – Finland    | 0-2     |
| 3-05  | Zweden – Denemarken      | 5-2     |
| 4-05  | Rusland – Italië         | 3-0     |
| 5-05  | Zwitserland – Denemarken | 4-1     |
| 5-05  | Italië – Finland         | 0-3     |
| 6-05  | Rusland – Zwitserland    | 6-3     |
| 6-05  | Zweden – Finland         | 1-0     |
| 7-05  | Italië – Denemarken      | 2-5     |
| 7-05  | Zweden – Rusland         | 2-4     |

#### Groep F
| Land             | Wd | W  | V  | DS    | Pt  |
| ---------------- | -- | -- | -- | ----- | --- |
| Canada           | 5  | 5* | 0  | 24-15 | 14* |
| Verenigde Staten | 5  | 4  | 1  | 18-13 | 12  |
| Slowakije        | 5  | 3  | 2  | 18-15 | 9   |
| Tsjechië         | 5  | 2  | 3* | 17-14 | 7*  |
| Duitsland        | 5  | 2  | 3  | 11-16 | 3   |
| Wit-Rusland      | 5  | 0  | 5  | 14-29 | 0   |

| Datum | Wedstrijd                    | Uitslag  |
| ----- | ---------------------------- | -------- |
| 3-05  | Verenigde Staten – Slowakije | 4-2      |
| 3-05  | Tsjechië – Duitsland         | 0-2      |
| 4-05  | Canada – Wit-Rusland         | 6-3      |
| 5-05  | Verenigde Staten – Duitsland | 3-0      |
| 5-05  | Tsjechië – Slowakije         | 2-3      |
| 6-05  | Slowakije – Wit-Rusland      | 4-3      |
| 6-05  | Tsjechië – Canada            | 3-4 (nv) |
| 7-05  | Wit-Rusland – Duitsland      | 5-6      |
| 7-05  | Canada – Verenigde Staten    | 6-3      |

### Eindronde
|  | kwartfinale      | kwartfinale |          |          | halve finale | halve finale |   |  | finale | finale |
|  |                  |             |          |          |              |              |   |  |        |        |
|  | 9 mei            |             |          |          |              |              |   |  |        |        |
|  |                  |             |          |          |              |              |   |  |        |        |
|  | Rusland          | 4           |          |          |              |              |   |  |        |        |
|  | Rusland          | 4           | 12 mei   |          |              |              |   |  |        |        |
|  | Tsjechië         | 0           |          |          |              |              |   |  |        |        |
|  | Tsjechië         | 0           | Rusland  | 1 (n.v.) |              |              |   |  |        |        |
|  | 10 mei           |             | Rusland  | 1 (n.v.) |              |              |   |  |        |        |
|  |                  | Finland     | 2 (n.v.) |          |              |              |   |  |        |        |
|  | Verenigde Staten | Finland     | 2 (n.v.) | 4 (np)   |              |              |   |  |        |        |
|  | Verenigde Staten |             | 13 mei   | 4 (np)   |              |              |   |  |        |        |
|  | Finland          | 5 (np)      |          |          |              |              |   |  |        |        |
|  | Finland          | 5 (np)      | Finland  | 2        |              |              |   |  |        |        |
|  | 10 mei           |             | Finland  | 2        |              |              |   |  |        |        |
|  |                  | Canada      | 4        |          |              |              |   |  |        |        |
|  | Canada           | Canada      | 4        | 5        |              |              |   |  |        |        |
|  | Canada           | 12 mei      |          | 5        |              |              |   |  |        |        |
|  | Zwitserland      | 1           |          |          |              |              |   |  |        |        |
|  | Zwitserland      | 1           | Canada   | 4        | derde plaats | derde plaats |   |  |        |        |
|  | 9 mei            |             | Canada   | 4        | derde plaats | derde plaats |   |  |        |        |
|  |                  | Zweden      | 1        |          | 13 mei       | 13 mei       |   |  |        |        |
|  | Zweden           | Zweden      | 1        | 7        | 13 mei       | 13 mei       |   |  |        |        |
|  | Zweden           |             |          |          |              | Rusland      | 3 |  |        |        |
|  | Slowakije        | 4           |          |          |              | Rusland      | 3 |  |        |        |
|  | Slowakije        | 4           | Zweden   | 1        |              |              |   |  |        |        |
|  |                  |             | Zweden   | 1        |              |              |   |  |        |        |

np = na penalty-shoot-outs

### Verliezersronde
De vier nummers vier uit de eerste ronde spelen een competitie waarbij de nummers 3 en 4 degraderen naar de B-divisie.

#### Groep G
| Land       | Wd | W | Wnv | Vnv | V | DS    | Pt |
| ---------- | -- | - | --- | --- | - | ----- | -- |
| Letland    | 3  | 2 | 0   | 0   | 1 | 14-8  | 6  |
| Noorwegen  | 3  | 1 | 1   | 0   | 1 | 12-9  | 5  |
| Oostenrijk | 3  | 1 | 0   | 1   | 1 | 11-12 | 4  |
| Oekraïne   | 3  | 1 | 1   | 0   | 2 | 7-15  | 3  |

| Datum | Wedstrijd              | Uitslag    |
| ----- | ---------------------- | ---------- |
| 4-05  | Oostenrijk – Noorwegen | 2-3 (n.v.) |
| 4-05  | Letland – Oekraïne     | 5-0        |
| 6-05  | Letland – Oostenrijk   | 5-1        |
| 6-05  | Oekraïne – Noorwegen   | 3-2        |
| 7-05  | Oostenrijk – Oekraïne  | 8-4        |
| 7-05  | Letland – Noorwegen    | 4-7        |

Oostenrijk en Oekraïne degraderen naar de Divisie I.

## Divisie I
De landen uit de Divisie I zijn in twee groepen van zes landen verdeeld. In elke groep wordt een halve competitie gespeeld en de winnaar promoveert en de laatste degradeert. 

### Groep A
Het toernooi werd gespeeld van 15 tot en met 21 april in het Chinese Qiqihar.
| Team       | CHN    | EST        | FRA        | KAZ    | NED        | POL        |
| ---------- | ------ | ---------- | ---------- | ------ | ---------- | ---------- |
| China      |        | 4 – 5      | 0 – 10     | 0 – 12 | 3 – 9      | 1 – 9      |
| Estland    | 5 – 4  |            | 4 – 3 (OT) | 1 – 2  | 3 – 4 (OT) | 3 – 4 (OT) |
| Frankrijk  | 10 – 0 | 3 – 4 (OT) |            | 3 – 1  | 4 – 2      | 4 – 0      |
| Kazachstan | 12 – 0 | 2 – 1      | 1 – 3      |        | 5 – 2      | 2 – 5      |
| Nederland  | 9 – 3  | 4 – 3 (OT) | 2 – 4      | 2 – 5  |            | 3 – 4 (OT) |
| Polen      | 9 – 1  | 4 – 3 (OT) | 0 – 4      | 5 – 2  | 4 – 3 (OT) |            |

| Team       | Wed | W | W nv | V nv | V | DV | DT | PT |
| ---------- | --- | - | ---- | ---- | - | -- | -- | -- |
| Frankrijk  | 5   | 4 | 0    | 1    | 0 | 24 | 7  | 13 |
| Polen      | 5   | 2 | 2    | 0    | 1 | 22 | 13 | 10 |
| Kazachstan | 5   | 3 | 0    | 0    | 2 | 22 | 11 | 9  |
| Estland    | 5   | 1 | 1    | 2    | 1 | 13 | 13 | 7  |
| Nederland  | 5   | 1 | 1    | 1    | 2 | 20 | 19 | 6  |
| China      | 5   | 0 | 0    | 0    | 5 | 8  | 45 | 0  |

Frankrijk promoveert naar de A-groep en China degradeert naar Divisie II.

### Groep B
Het toernooi werd gespeeld van 15 tot en met 21 april in het Sloveense Ljubljana.
| Team                | GBR   | HUN        | JPN        | LTU   | ROU        | SLO    |
| ------------------- | ----- | ---------- | ---------- | ----- | ---------- | ------ |
| Verenigd Koninkrijk |       | 2 – 4      | 4 – 3      | 2 – 3 | 6 – 1      | 0 – 4  |
| Hongarije           | 4 – 2 |            | 4 – 3 (OT) | 6 – 1 | 5 – 3      | 1 – 4  |
| Japan               | 3 – 4 | 3 – 4 (OT) |            | 6 – 2 | 6 – 5 (OT) | 1 – 7  |
| Litouwen            | 3 – 2 | 1 – 6      | 2 – 6      |       | 5 – 2      | 2 – 4  |
| Roemenië            | 1 – 6 | 3 – 5      | 5 – 6 (OT) | 2 – 5 |            | 1 – 10 |
| Slovenië            | 4 – 0 | 4 – 1      | 7 – 1      | 4 – 2 | 10 – 1     |        |

| Team                | Wed | W | W nv | V nv | V | DV | DT | PT |
| ------------------- | --- | - | ---- | ---- | - | -- | -- | -- |
| Slovenië            | 5   | 5 | 0    | 0    | 0 | 29 | 5  | 15 |
| Hongarije           | 5   | 3 | 1    | 0    | 1 | 20 | 13 | 11 |
| Japan               | 5   | 1 | 1    | 1    | 2 | 19 | 22 | 6  |
| Verenigd Koninkrijk | 5   | 2 | 0    | 0    | 3 | 14 | 15 | 6  |
| Litouwen            | 5   | 2 | 0    | 0    | 3 | 13 | 20 | 6  |
| Roemenië            | 5   | 0 | 0    | 1    | 4 | 12 | 32 | 1  |

Slovenië promoveert naar de A-groep en Roemenië degradeert naar Divisie II.

## Divisie II
De landen uit de Divisie II zijn in twee groepen van zes landen verdeeld. In elke groep wordt een halve competitie gespeeld en de winnaar promoveert en de laatste degradeert. 

### Groep A
Het toernooi werd gespeeld van 11 tot en met 17 april in het Kroatische Zagreb.
| Team      | BEL    | BUL    | CRO    | ESP    | SRB   | TUR    |
| --------- | ------ | ------ | ------ | ------ | ----- | ------ |
| België    |        | 6 – 0  | 4 – 13 | 3 – 2  | 2 – 1 | 10 – 2 |
| Bulgarije | 0 – 6  |        | 2 – 10 | 0 – 4  | 1 – 7 | 7 – 5  |
| Kroatië   | 13 – 4 | 10 – 2 |        | 8 – 2  | 2 – 0 | 25 – 2 |
| Spanje    | 2 – 3  | 4 – 0  | 2 – 8  |        | 7 – 4 | 10 – 2 |
| Servië    | 1 – 2  | 7 – 1  | 0 – 2  | 4 – 7  |       | 6 – 4  |
| Turkije   | 2 – 10 | 5 – 7  | 2 – 25 | 2 – 10 | 4 – 6 |        |

| Team      | Wed | W | V | DV | DT | PT |
| --------- | --- | - | - | -- | -- | -- |
| Kroatië   | 5   | 5 | 0 | 58 | 10 | 15 |
| België    | 5   | 4 | 1 | 25 | 18 | 12 |
| Spanje    | 5   | 3 | 2 | 25 | 17 | 9  |
| Servië    | 5   | 2 | 3 | 18 | 16 | 6  |
| Bulgarije | 5   | 1 | 4 | 10 | 32 | 3  |
| Turkije   | 5   | 0 | 5 | 15 | 58 | 0  |

Kroatië promoveert naar Divisie I en Turkije degradeert naar Divisie III.

### Groep B
Het toernooi werd gespeeld van 2 tot en met 8 april in het Zuid-Koreaanse Seoel. Noord-Korea trok zich terug en degradeerde automatisch.
| Team       | AUS  | ISL  | ISR | KOR  | MEX  |
| ---------- | ---- | ---- | --- | ---- | ---- |
| Australië  |      | 5-3  | 4-1 | 4-5  | 12-2 |
| IJsland    | 3-5  |      | 1-5 | 2-17 | 3-2  |
| Israël     | 1-4  | 5-1  |     | 2-5  | 3-1  |
| Zuid-Korea | 5-4  | 17-2 | 5-2 |      | 6-1  |
| Mexico     | 2-12 | 2-3  | 1-3 | 1-6  |      |

| Team        | Wed             | W               | V               | DV              | DT              | PT              |
| ----------- | --------------- | --------------- | --------------- | --------------- | --------------- | --------------- |
| Zuid-Korea  | 4               | 4               | 0               | 33              | 9               | 12              |
| Australië   | 4               | 3               | 1               | 25              | 11              | 9               |
| Israël      | 4               | 2               | 2               | 11              | 11              | 3               |
| IJsland     | 4               | 1               | 3               | 9               | 29              | 3               |
| Mexico      | 4               | 0               | 4               | 6               | 24              | 0               |
| Noord-Korea | Trok zich terug | Trok zich terug | Trok zich terug | Trok zich terug | Trok zich terug | Trok zich terug |

Zuid-Korea promoveert naar Divisie I en Noord-Korea degradeert naar Divisie III.

## Divisie III
Alle teams in de Divisie III spelen in een halve competitie tegen elkaar. De nummers één en twee promoveren naar de Divisie II. Mongolië debuteert op het wereldkampioenschap. Armenië trok zich terug.
Het toernooi werd gespeeld van 15 tot en met 21 april in het Ierse Dundalk.
| Team          | IRL        | LUX        | MGL    | NZL    | RSA    |
| ------------- | ---------- | ---------- | ------ | ------ | ------ |
| Ierland       |            | 4 – 3 (OT) | 11 – 0 | 2 – 4  | 3 – 1  |
| Luxemburg     | 3 – 4 (OT) |            | 10 – 1 | 3 – 8  | 5 – 2  |
| Mongolië      | 0 – 11     | 1 – 10     |        | 1 – 10 | 1 – 14 |
| Nieuw-Zeeland | 4 – 2      | 8 – 3      | 10 – 1 |        | 7 – 0  |
| Zuid-Afrika   | 1 – 3      | 2 – 5      | 14 – 1 | 0 – 7  |        |

| Team          | Wed             | W               | W nv            | V nv            | V               | DV              | DT              | PT              |
| ------------- | --------------- | --------------- | --------------- | --------------- | --------------- | --------------- | --------------- | --------------- |
| Nieuw-Zeeland | 4               | 4               | 0               | 0               | 0               | 29              | 6               | 12              |
| Ierland       | 4               | 2               | 1               | 0               | 1               | 20              | 8               | 8               |
| Luxemburg     | 4               | 2               | 0               | 1               | 1               | 21              | 15              | 7               |
| Zuid-Afrika   | 4               | 1               | 0               | 0               | 3               | 17              | 16              | 3               |
| Mongolië      | 4               | 0               | 0               | 0               | 4               | 3               | 45              | 0               |
| Armenië       | Trok zich terug | Trok zich terug | Trok zich terug | Trok zich terug | Trok zich terug | Trok zich terug | Trok zich terug | Trok zich terug |

Ierland en Nieuw-Zeeland promoveren naar de Divisie II.